# Blood and Bosh
Blood and Bosh è un cortometraggio muto del 1913 diretto da Hay Plumb.

## Trama
Un bambino, erede di una fortuna, viene rapito, buttato da una finestra, calpestato e, infine, ricoverato in ospedale per essere rigonfiato.

## Produzione
Il film fu prodotto dalla Hepworth.

## Distribuzione
Distribuito dalla Hepworth, il film - un cortometraggio di 198,12 metri - uscì nelle sale cinematografiche britanniche nel Blood and Bosh 1913.
Fu distrutto nel 1924 dallo stesso produttore, Cecil M. Hepworth. Fallito, in gravissime difficoltà finanziarie, Hepworth pensò in questo modo di poter almeno recuperare il nitrato d'argento della pellicola.